# Edigeison Gomes
Edigeison Almeida Gomes (Bissau, 17 novembre 1988) è un calciatore guineense con cittadinanza danese, difensore dell'Template:Calcio ESPM.

## Carriera

### Club
Ha giocato nel campionato danese e cinese.

### Nazionale
Ha rappresentato la nazionale danese alle Olimpiadi del 2016, dove ha collezionato 4 presenze.